# Killer Instinct 2
A Killer Instinct 2 verekedős videojáték, amelyet a Rare fejlesztett és a Midway Games gyártott játéktermekbe 1996-ban, a Killer Instinct (1994) folytatása. A Killer Instinct 2 módosított változata, amelyet a Nintendo engedélyezett, még ugyanabban az évben megjelent Nintendo 64-re Killer Instinct Gold címen jelent meg. A Killer Instinct 2 Super Nintendo Entertainment System változatát fejlesztették ki és fejezték be, de soha nem adták ki. A játék Xbox One-ra készült digitális portja a Killer Instinct második évadával (2013) együtt kerül forgalomba Killer Instinct 2 Classic címmel.

## Játékmenet
Mint a legtöbb verekedős játékban, akárcsak az előzőben, itt is két karakter áll egymással szemben azzal a céllal, hogy lemerítsék az ellenfél életsávját. Az eredeti Killer Instincthez hasonlóan, amikor egy karakter elsődleges életsávja teljesen lemerül, a karakter a földre esik, és azonnal a második életsávjával kezd.
Az első játékhoz hasonlóan a Killer Instinct 2 is egy automatikus kombó alrendszerre támaszkodik a mérkőzések során. A mérkőzések, akárcsak a Killer Instinct esetében, három erősségű rendszer (Quick, Medium és Fierce) körül forognak. A normál mozdulatok azonban sokat veszítettek prioritásukból és hatótávolságukból, valamint extra regenerálódási időt nyertek. A dobások bekerültek a játékba, hogy a blokkoló karakterekkel is megbirkózzanak (ellentétben a Killer Instinctben használt csúcstámadással). Ezen kívül a karaktereket sokkal könnyebben ki lehet ütni normál mozdulatokkal, mint az első játékban, ami véget vet a "glitch" kombóval való nyitás lehetőségének, és gyengíti a normál mozdulatok hatékonyságát is. A normál speciális mozdulatokat már nem a prioritás alapján ítélik meg, hanem egy háromszintű "kő, papír, olló" rendszert követnek, amelyben egy bizonyos speciális mozdulat mindig megtöri egy másik bizonyos speciális mozdulatot (hasonlóan a Soulcalibur háromszintű rendszeréhez).
Ezen kívül egy szupersáv is bekerült a játékba (hasonlóan a Street Fighter Alpha vagy a The King of Fighters sorozathoz). Ez a szupersáv akkor töltődik meg, amikor a harcos sérülést szenved, vagy olyan támadást hajt végre, amelyet az ellenfél blokkol. Miután a sáv elér egy bizonyos pontot, a játékos használhat egy többcsapásos szuper mozdulatot, ami általában egy normál speciális mozdulat kiterjesztett változata.
A kombórendszer az eredeti Killer Instinctben található. Egy bizonyos erősségű gomb megnyomásával egy nyitó mozdulat után a játékos automatikus duplázást indít, és elindítja a játék kombórendszerét. Az első játékkal ellentétben a játékosok most új és a korábbinál sokkal kevésbé kockázatos mozdulatokkal (leginkább egy közeli Fierce ütéssel vagy egy közeli Fierce rúgással) nyithatnak kombókat. Emellett a szuper mozdulatok is beilleszthetők a kombókba, ami nagyban növeli a sebzést és a hatékonyságot, valamint megszakíthatatlanok. Ezen kívül a kombók kibővíthetők dobásokkal, szuperlinkerekkel, kézi duplázásokkal és szuper végspecialitásokkal. A gyengébb normál mozdulatok és a rendszer egyéb változtatásainak eredményeként a kombók még pusztítóbbá váltak a Killer Instinct 2-ben. Egy nyilvánvaló erőfeszítésben, hogy segítsen enyhíteni ezt a dominanciát, a kombótörők most könnyebben végrehajthatók. Ellentétben az első játékban található kombótörőkkel, amelyek megtöréséhez szintén egy háromszintű "kő, papír, olló" rendszerre volt szükség, amely az erősségen alapult, a kombók most a támadás típusától függően törnek meg. Az ütések megtörik a dupla rúgásokat, a rúgások pedig a duplaütéseket.
Parry, egy fejlett új kiegészítés, amely lehetővé teszi a nyílt ellentámadást egy sikeres parry blokkolás után. A játékos álló védekező pozíciót vehet fel, és sikeres védekezés esetén a támadó ideiglenesen megdermed, és onnan kiindulva vagy egy speciális kábító technikát, vagy egy speciális mozdulat háromütéses változatát hajthatja végre.
A befejező mozdulatokat is átdolgozták. Most már minden karakter csak akkor tudja végrehajtani ezeket a támadásokat, amikor az ellenfél második életsávja pirosan villog (az első Killer Instincttel ellentétben az ellenfél akkor esik el, amikor elveszíti az összes energiasávját). Minden karakternek két Ultimate kombó mozdulata van (ezek közül az egyiket kombó végrehajtása nélkül is végre lehet hajtani), a megszégyenítő sorozatok kikerültek, az Ultra kombó funkció pedig megmaradt. A Mortal Kombat Fatalitykkel ellentétben a Killer Instinct 2 befejező mozdulatai nem tartalmaznak brutalitást vagy vért.

## Történet
A Killer Instinct 2 ott folytatódik, ahol az első rész abbamaradt. Eyedol halála Black Orchid kezei által véletlenül elindít egy időzavart, ami néhány harcost visszavisz az időben, és lehetővé teszi a démoni Lord Gargos (Eyedol ellenfele) számára, hogy megszökjön a Limbóból.
Immár 2000 évvel a múltban rekedt harcosok, akik túlélték a Killer Instinct-et, valamint számos új személyiség harcol azért, hogy szembenézhessenek Gargossal. Az első játékból az utazást túlélő karakterek mindegyike megfelelő háttértörténettel rendelkezik, míg az új szereplők ebben a részben a múltbeli időszak szülöttei. Néhány harcos, mint például a visszatérő bunyós T.J. Combo, csak haza akar menni. Mások, mint az új karakter, Tusk, véget akarnak vetni Gargosnak és a gonosz uralmának. Ezúttal nincs verseny vagy pénzjutalom, csak egy küzdelem a végsőkig, ahol a jövő sorsa a tét.

### Karakterek
A játék összesen 11 karaktert tartalmaz; Black Orchid, Fulgore, Glacius, Jago, Sabrewulf, Spinal és T.J. Combo térnek vissza az előző játékból. Eyedol, Chief Thunder, Cinder és Riptor kimaradtak a névsorból; helyettük Gargos, Kim Wu, Maya és Tusk kerültek be a játékba.
A játék minden karakterének két vagy négy különböző befejezése van. Az, hogy a játékos melyik befejezést kapja meg, attól függ, hogy a játék során megöl-e (egy befejező mozdulattal, ahelyett, hogy egyszerűen lemerítené az életerejét) egy vagy több bizonyos karaktert vagy karaktereket. Például Jago befejezésében egyaránt szerepel Fulgore és B. Orchid (ha Fulgore nem öli meg Jagót és B. Orchidot, akkor összefognak, és elpusztítják őt). Így a játék során a megölésük vagy meg nem ölésük megváltoztatja a befejezéseit:
- Ha mindkettőjüket megöli, örömmel élvezi a Fulgore feletti győzelmet, de megmagyarázhatatlan ürességet érez a szívében.
- Ha megöli Orchidot, de nem pusztítja el Fulgore-t, a kiborg végül halálos támadást mér rá, miután megnyerte a versenyt, és beteljesíti Ultratech eredeti céljait azzal, hogy átveszi a világ feletti uralmat.
- Ha megöli Fulgore-t, de Orchidot megkíméli, az ellenségei halálának örömét csak megédesíti az a felfedezés, hogy Orchid a nővére.
- Ha megkíméli mindkettőjük életét, akkor teszi ezt a felfedezést, amikor Orchid megmenti őt Fulgore támadásától.

## Fordítás
- Ez a szócikk részben vagy egészben  a   Killer Instinct 2 című angol Wikipédia-szócikk ezen változatának fordításán alapul.  Az eredeti cikk szerkesztőit annak laptörténete sorolja fel. Ez a jelzés csupán a megfogalmazás eredetét és a szerzői jogokat jelzi, nem szolgál a cikkben szereplő információk forrásmegjelöléseként.